# Henry Mowbray Howard
Henry Mowbray Howard, OBE (* 1. Juni 1873 in Washington, D.C.; † 16. Januar 1953 in Kensington, London) war ein britisch-US-amerikanischer Marinemaler der Düsseldorfer Schule sowie ein Offizier der Royal Navy.

## Leben
Howard, Spross des katholischen englischen Adelsgeschlechts Howard aus der Linie der Dukes of Norfolk, war ein Sohn des britischen Diplomaten Sir Henry Howard (1843–1920) aus dessen Ehe mit der US-Amerikanerin Cecilia Dowdall Riggs (1844–1907). Von seinem Vater wurde Howard nach Düsseldorf geschickt, um zu studieren und die deutsche Sprache zu erlernen. Ab November 1890 wohnte er dort bei einer Familie Brüning. Ein Sohn der Familie empfahl ihm eine Ausbildung bei dem Marinemaler Carl Becker. Im Haus der Brünings wohnte damals auch der Industriellensohn Fritz Thyssen. Mit ihm und dessen Bruder Heinrich freundete er sich dauerhaft an. In den Jahren 1891 bis 1893 besuchte Howard die Kunstakademie Düsseldorf. Dort war er Schüler der Elementarklasse von Heinrich Lauenstein. Später wurde er Schüler von Fernand Cormon in Paris. In den Jahren 1905/1906 lebte er in Kansas City (Kansas).
Am 24. April 1917 heiratete er in London Norah Florence Annie Dunlop-Watson (1885–1974), die Tochter des Majors John Dunlop-Watson. Das Paar hatte zwei Kinder.
Howard diente als Seeoffizier der Royal Navy und stieg bis in den Rang eines Commanders der Royal Naval Volunteer Reserve auf. Er kämpfte im Ersten und Zweiten Weltkrieg. 1940 war Howard britischer Verbindungsoffizier im französischen Marineministerium. Für seine militärischen Leistungen wurde er als Ritter in die französische Ehrenlegion und als Officer in den Order of the British Empire aufgenommen.